# Vandrevej
En vandrevej er en tilgået sti, som kan være vedligeholdt og opmærket eller en kombination af stisystemer og offentlige veje.
Vejene anvendes ofte i forbindelse med rekreation og motion.
Der findes vandreveje i alle verdensdele, undtaget Antarktis.
Af længere vandreveje i Danmark kan nævnes Nordsøstien, Hærvejen, Himmerlandsstien, Gendarmstien og Øhavsstien.